# Maritiem Centrum Abraham Fock
Het Maritiem Centrum Abraham Fock is een museum in Hollum op het Waddeneiland Ameland. In het museum is een collectie te vinden over onder andere navigatie, radiocommunicatie en reddingsacties. Ook is er een replica van een scheepsbrug te vinden en is het de uitvalsbasis van de paardenreddingsboot. Ongeveer veertien keer per jaar wordt er vanuit het centrum een demonstratie gegeven waarbij tien paarden de reddingsboot voortrekken richting het strand ten zuidwesten van Hollum. Kunstenaar Barbera Hofker-Esser maakte een tegeltableau van de paardenreddingboot. Op 14 augustus 1979 verdronken acht paarden tijdens een reddingsactie. In de duinen ligt het paardengraf.

Op het dak van het centrum is het voormalige lichthuis te vinden van de vuurtoren van Ameland.

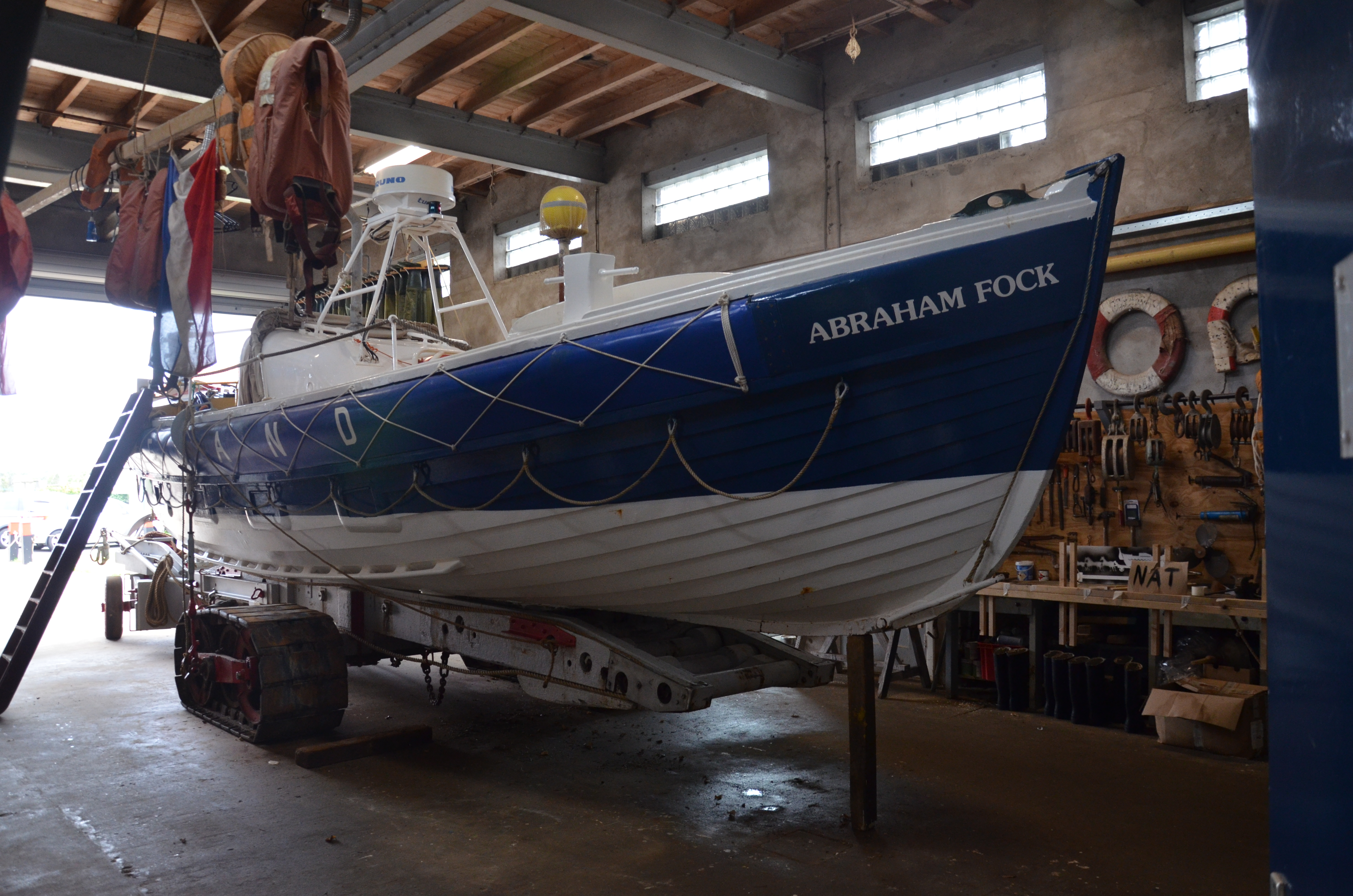
De paardenreddingsboot Abraham Fock
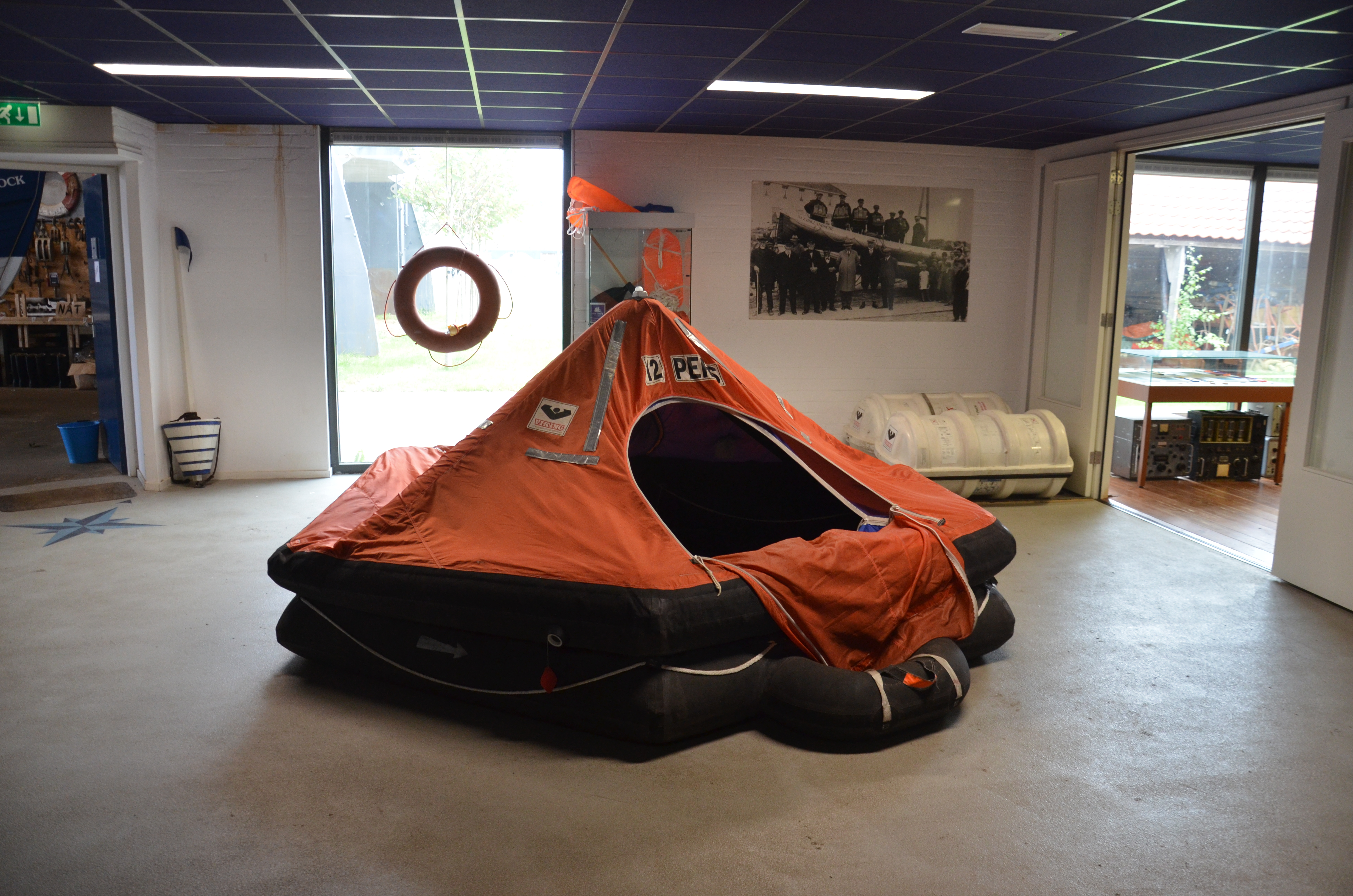
Reddingsvlot in het museum
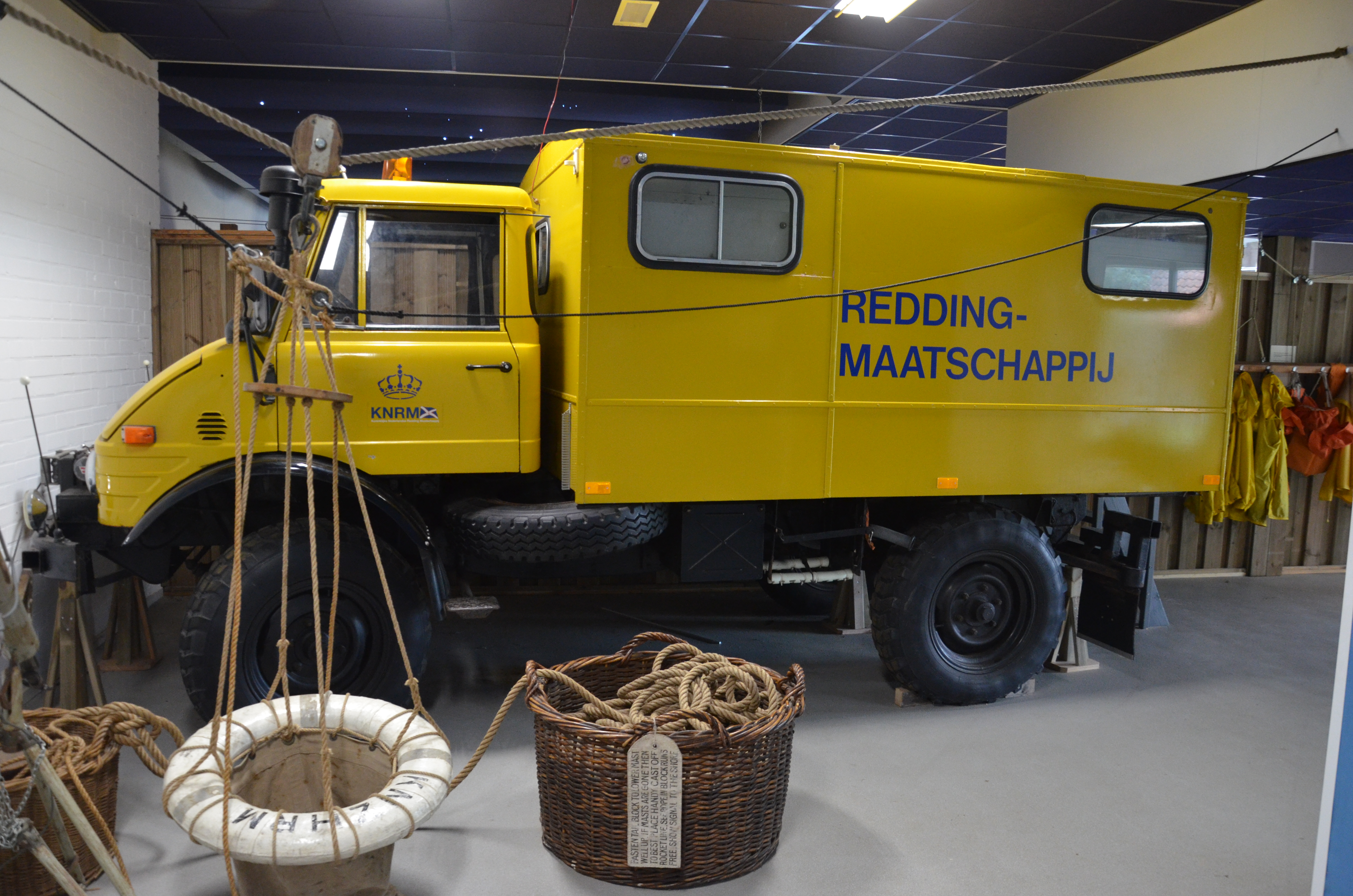
Reddingstruck van de KNRM